# قلعه سارو (جنوبی)
قلعه سارو (جنوبی) مربوط به پیش از اسلام - دوران‌های تاریخی پس از اسلام است و در سمنان، ۳۰ کیلومتری شمال شهر در  محله کلاته سارو واقع شده است. قدمت قلعه‌ها را منسوب به دوره های پیشدادیان و کیانیان می‌دانند که به‌علت صعب ‌العبور بودن مسیر دسترسی و وجود پرتگاه‌های خطرناک، تسخیرناپذیر بوده‌اند. این قلعه‌ها در دوره‌های مختلف تاریخی مورد استفاده واقع شدند و در دوران تسلط اشکانیان و اسپهبدان طبرستان، یکی از پایگاه‌های مهم به ‌شمار می‌رفتند. همچنین بیش از دو قرن، قلعه‌های سارو یکی از کانون‌های مهم فرقه باطنیان (اسماعیلیان) بوده است. این اثر در تاریخ ۵ آذر ۱۳۸۰ با شمارهٔ ثبت ۴۴۲۸ به‌عنوان یکی از آثار ملی ایران به ثبت رسیده‌است.